# 王默君
王默君（1964年9月13日—1989年1月28日），臺灣歌壇第三代玉女型歌星。1989年1月28日因南下高雄參加年節演藝活動而於高雄市前鎮區中山四路200巷口（今大魯閣草衙道及高雄空廚）附近發生車禍過世，得年24歲。

## 生平
王默君國中畢業後，就讀私立臺北市華岡藝術學校舞蹈科；一年後，轉到私立雅禮補習學校就讀。畢業後，王默君於1983年參加李季準主持的台視歌唱競賽節目《全國歌唱名人排行榜》一鳴驚人而出道，此外與之一同獲得優勝的尚有楊烈、大小百合及薛岳。起初簽約東尼機構，約滿後轉往迪門唱片，但均未走紅。其後東尼機構結束台灣業務，迪門唱片亦倒閉。
1986年12月，推出第三張專輯〈選擇〉。在這張專輯中，配合唱片企劃和造型，王默君剪去留了多年的長髮，之後沉寂兩年，一度淡出演藝圈。1988年12月，與鄉城唱片簽約，復出歌壇第一張作品，第四張唱片專輯〈偷哭的日子〉轉型成玉女歌星旋嘗走紅的滋味，也是她最後一張專輯。

## 車禍
1989年1月28日，在春節假期的檔期中，王默君偕同芝麻龍眼及宣傳陳中（日後亦以歌手身份出道）由台北松山搭機前往高雄小港，補錄迎新錄影。下飛機後，搭乘由孫姓司機駕駛的計程車，前往預定登台地點。司機甫出機場即沿途超速違規，跨越雙黃線及逆向行駛，未久於高雄市前鎮區中山四路和金福路口（今大魯閣草衙道附近）遭遇對向貨櫃車。孫姓司機本能地將方向盤左打以迴避撞擊，遂使後座右側的王默君直接受到貨櫃車撞擊頭部，導致失血過多而當場喪命。乘坐後座中間的林育如（龍眼）亦因頭部重擊，於半個月後過世。

## 紀念
1989年2月18至21日為紀念王默君及龍眼車禍亡故並籌湊慈善基金，在高雄市舉辦三場歌唱義演，由巴戈、方芳芳、楊海薇主持，50餘位歌星輪番演唱，華視轉播。

## 家人
王默君有一弟王翔，本名王經國。以幕後工作為主，參與過一些電影、電視演出或擔任服飾模特兒。曾客串王默君的〈偷哭的日子〉、〈讓思念伴著我〉MV男主角。1990年參與葉璦菱的男女情歌對唱專輯《葉璦菱V.S.十個男人》。1991年正式由幕後轉往幕前踏入歌壇，簽約於歌林唱片發行首張專輯《無言以對》。1992年沉寂。1993年歌林唱片與上越百靈（上越永晟）為他發行第二張（亦最後一張）專輯《沉默者之歌》，主打歌〈偷哭的日子〉是由作曲者盧志銘為該歌曲重新編曲、王翔重新翻唱紀念王默君，參與早期演藝圈明星棒球隊。1993年入圍第5屆金曲獎最佳男歌手，同年退出演藝圈，後以開計程車維生。

## 音樂專輯
| 專 輯          | 發 行 日 期     | 曲 目 |
| 《歷史重演》   | 1984年/東尼機構 | 曲目 1. 歷史重演 2. 南部冬陽 3. 什麼也留不住 4. 照亮自己 5. 被愛 6. 啟航 7. 看開吧！心胸 8. 假期 9. 一刻鐘 10. 青春 11. 情 12. 也許是個錯誤                                                                             |
| 《不願分手》   | 1985年/東尼機構 | 曲目 1. 想想我的愛（英：Dolly Parton——《Think About Love》 2. 時光隧道 3. 星星在冷笑 4. 別 5. 破碎的音符 6. 總是癡情 7. 不願分手 8. 奇遇 9. 沈默 10. 等候 11. 只好這樣我離開你 12. 被愛                                 |
| 《選擇》       | 1987年/迪門唱片 | 曲目 1. 選擇 2. 不能想你 3. 也許你可以 4. 從此別來看我 5. 愛的回顧 6. 選擇(伴奏音樂男) 7. 不能想你(伴奏音樂男) 8. 曾經嘗試 9. 絳雪玄霜 10. 情變 11. 今夜的雨 12. 讓我想你 13. 不能想你(伴奏音樂女) 14. 選擇(伴奏音樂女) |
| 《偷哭的日子》 | 1988年/鄉城唱片 | 曲目 1. 偷哭的日子 2. 那一夜好冷 3. 彩虹心 4. 最後的一季 5. 給我一個答案 6. 讓思念伴著我（粵：呂方——《痴戀不改變》） 7. 白色的沙灘 8. 向憂鬱說再見 9. 最後的決定 10. 假裝我可以沒有你                                   |

## 電視劇
| 年份   | 電視台 | 劇名                              | 飾演   |
| ------ | ------ | --------------------------------- | ------ |
| 1985年 | 台視   | 台視劇場《女人的故事─三個人的事》 | 杜微良 |

## 外部連結
- 王默君 1983 台視全國歌唱名人排行榜 自選曲 即使如此
- 王默君臉書粉絲專頁
- 車禍前，為了宣傳專輯的最後一次廣播錄音: 第一段 （页面存档备份，存于） 第二段 （页面存档备份，存于）
- 當年綜藝大都會的演唱和訪問 （页面存档备份，存于）